# Circuit Prince George

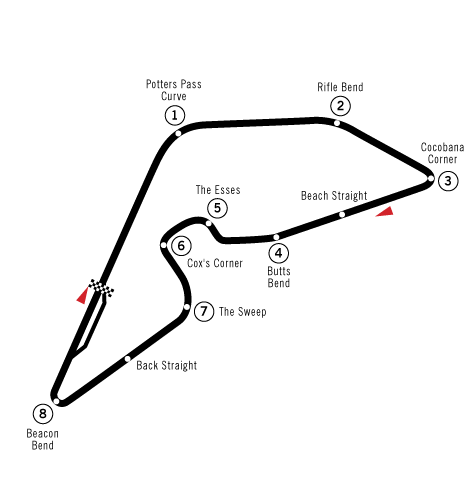
Circuit Prince George à East London

Le Circuit Prince George ou circuit d'East London est un circuit de course automobile long de 3,920 km situé à East London, dans la Province du Cap-Oriental en Afrique du Sud.

## Championnat d'Afrique du Sud de Formule 1
Inauguré dans les années 1930, il a accueilli le Grand Prix automobile d'Afrique du Sud en 1934 et de 1936 à 1939.
La piste est construite autour d'un amphithéâtre naturel où sont placés les spectateurs. Le circuit a été modifié en 1959 pour permettre la tenue du Grand Prix d'Afrique du Sud de Formule 1 (disputé hors-championnat du monde) à partir de 1960. 
Grâce à ces améliorations nécessaires pour répondre aux normes de sécurité, le circuit a accueilli trois éditions du Grand Prix d'Afrique du Sud de Formule 1 en 1962, 1963 et 1965 ainsi que le Grand Prix 1966, disputé hors-championnat.
Mais le circuit est ensuite jugé trop étroit pour continuer à accueillir le Grand Prix automobile d'Afrique du Sud qui est déplacé sur le Circuit de Kyalami à partir de 1967.

## Endurance
Depuis plusieurs années et notamment en 2016, le circuit accueille certaines manches de l'African Endurance Series. 

## Historique en Championnat du monde de Formule 1
| Année | Date        | Vainqueur   | Equipe       | Résultats |
| 1962  | 29 décembre | Graham Hill | BRM          | Résultats |
| 1963  | 28 décembre | Jim Clark   | Lotus-Climax | Résultats |
| 1965  | 1er janvier | Jim Clark   | Lotus-Climax | Résultats |